# Гайки (Ровненская область)
Гайки (укр. Гайки) — село в Крупецкой сельской общине Дубенского района Ровненской области Украины.
До 2020 года входило в Радивиловский район.
Население по переписи 2001 года составляло 22 человека. Почтовый индекс — 35541. Телефонный код — 3633. Код КОАТУУ — 5625884803.